# Åke Modig
Åke Modig, född 30 oktober 1945 i Stockholm, är en svensk affärsman. 
Modig var verkställande direktör i Arla ekonomisk förening 1989–2000. Efter fusionen med danska MD Foods år 2000 bildades Europas största mejeriföretag Arla Foods där Modig var vice verkställande direktör 2000–2003. Därefter var Åke Modig koncernchef i Arla Foods fram till 2005 när fusionen mellan Arla och nederländska mejerikoncernen Campina misslyckades. Under 2006 var Åke Modig verkställande direktör i Swedish Meats, som numera ingår i den finska köttkoncernen HK Scan.
Modig är styrelseledamot i Spendrups Bryggeri AB och Ecolean AB samt styrelseordförande i Engelhardt & Co AB och i Midsona AB. Han arbetar också som Senior Advisor åt EVLI Bank , samt är verksam som internationell affärskonsult i eget bolag Modig & Partners AB med kontor både i Grekland och i Sverige.

## Tidigare styrelseuppdrag
- Magnificent Solutions 2007-2013
- HL Display 2006-2010
- GB Glace 1984–2000
- Scan Foods 1996–1998
- Södra 1996–1999
- Wasa 1998–2000
- Länsförsäkringar 2000–2003
- Findus 2003–2006
- Express Dairies UK/Arla Foods UK 2002–2005